# 發球台

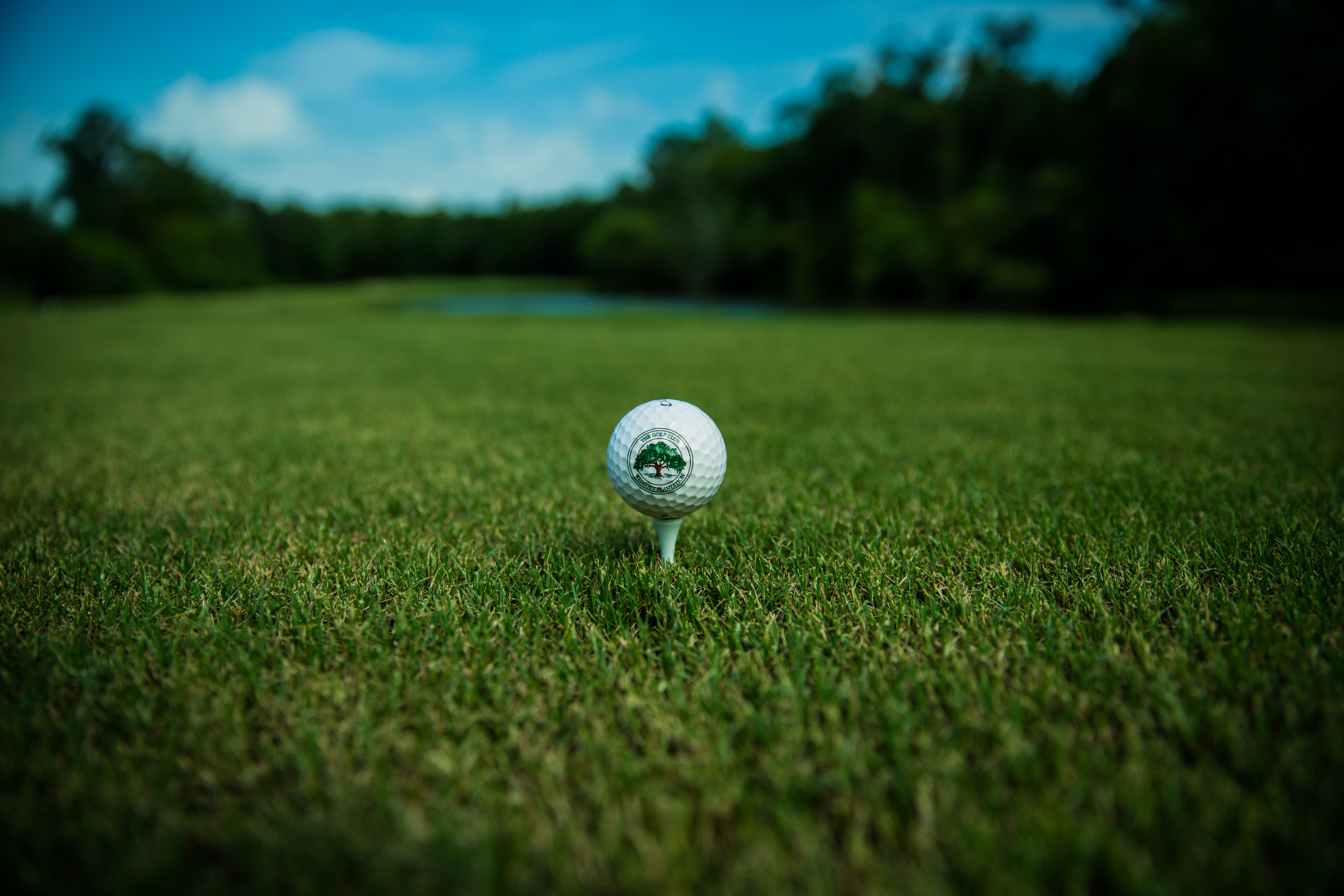
一個在發球檯上的高爾夫球

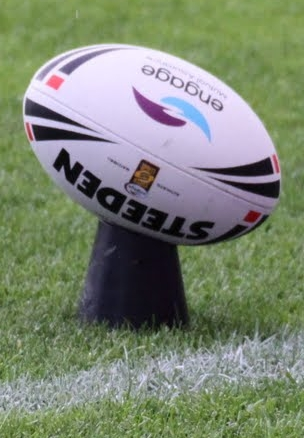
联盟式橄榄球的一个发球台

發球台（英語：Tee）是指在部分體育運動中，用來放置球的用具。高爾夫球、棒球、美式足球等體育項目均有發球台。

## 外部連結
- Derivation of Golf Tee （页面存档备份，存于）
- U.S. Patent 638920 （页面存档备份，存于） t